# 鈴木直志
鈴木 直志（すずき なおし、1950年7月26日 - 2018年5月6日）は、元テレビ岩手のアナウンサー、報道局専任局長。

## 来歴
岩手県北上市出身。弘前大学卒業。大学を卒業後、1973年にテレビ岩手に入社。
アナウンサー時代には、ニュース番組のキャスターを主に担当。また、競馬中継や各種スポーツ中継の実況業務にも携わった。キー局の日本テレビが1991年世界陸上競技選手権大会を独占中継した際には、系列局のアナウンサーたちとともに大会の実況を担当した。
後に報道局次長アナウンス部長に昇進し、2001年に報道局専任局長に就任。2004年には同じくテレビ岩手のアナウンサーであった小林ゆり子とともに、毎年盛岡市で行われている盛岡文士劇に参加・出演した。
2009年6月をもって、入社以来36年間在籍したアナウンス部ならびに報道制作局を離れた。
2018年5月6日午前7時、脳出血のために盛岡市内の自宅で死去した。67歳没。

## 担当番組
- テレビ岩手ニュースアイ
- ニュースプラス1いわて - メインキャスター
- TVステーションいわて
- テレビ岩手競馬王国
- いわて大航海時代 - 総合司会
- あなたとテレビ岩手
- スポーツ中継（ゴルフ、マラソン、駅伝競走など） - 実況

## 主な実況歴
- みちのく大賞典（1978年）